# De stam

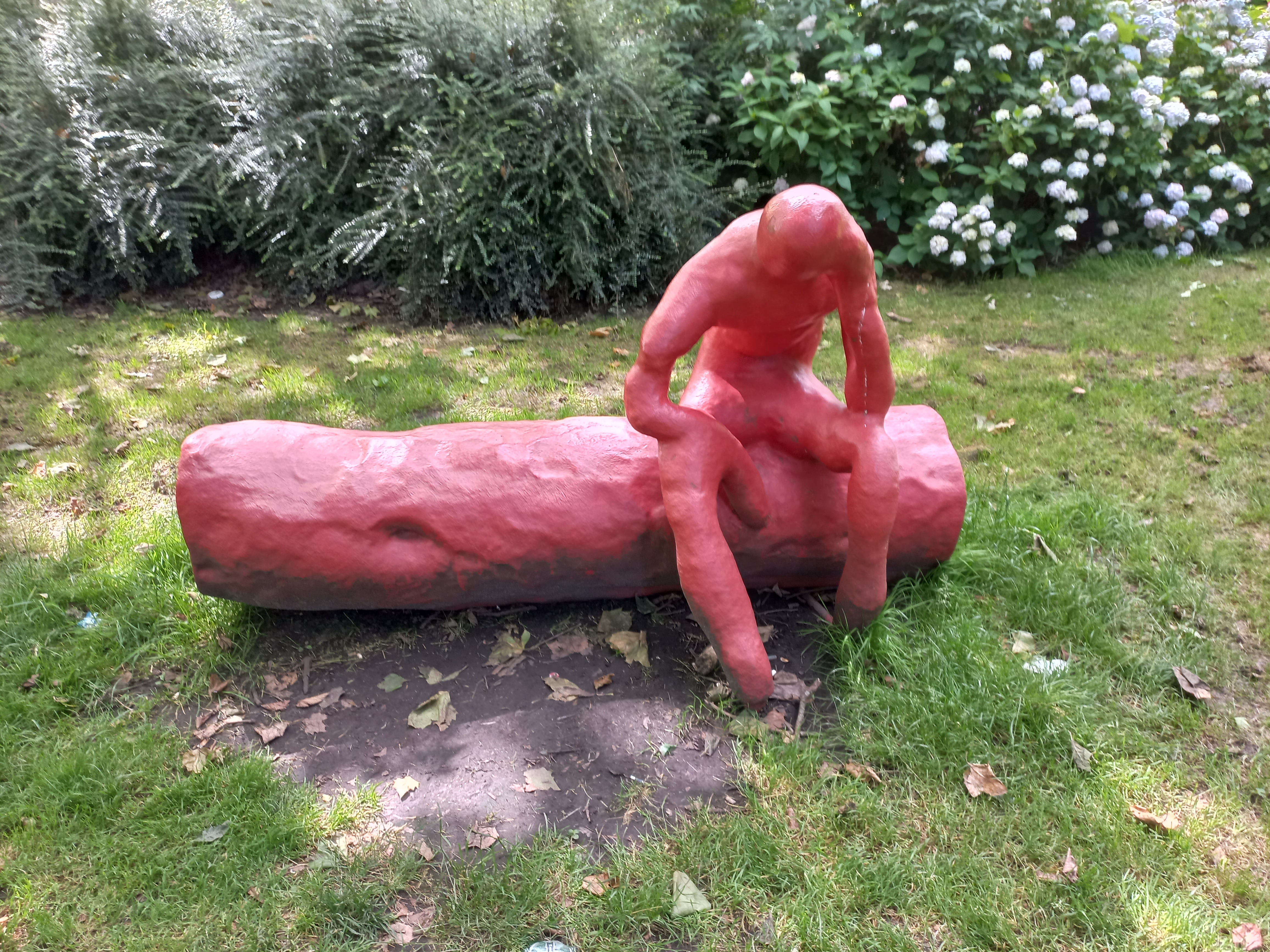
Denker of uitruster (juni 2024)

De stam is een vijfdelig artistiek kunstwerk dan wel een beeldengroep in Amsterdam-West. Het is (deels) toegepaste kunst. De titel verwijst naar twee betekenissen, de boomstam en de volksstammen die hier gewerkt hebben voor de volksstammen in het groeiende Amsterdam.
Kunstenaar Joep van Lieshout en zijn atelier ontwierpen en maakten deze beelden specifiek voor het Frederik Hendrikplantsoen. In de jaren tien van de 21e eeuw vond er een herinrichting van het plantsoen plaats onder beheer van Buro Sant en Co. Het park werd gemoderniseerd; een oude speelplaats werd vervangen etc. Aan Van Lieshout werd gevraagd om met een kunstwerk te komen. Hij greep daarbij terug op de geschiedenis van de buurt voordat er sprake was van plantsoen en bewoning. Tot diep in de 19e eeuw lagen hier alleen weilanden; de stadsgrenzen werden nog gevormd door eerst de Lijnbaansgracht en later de Singelgracht. De bevolking bleef groeien en zorgde ervoor dat de industrie als eerste buiten die stadsgrenzen hun heil moest zoeken. De buurt aan het eind van de Anjeliersgracht (na demping Westerstraat) bleek uitermate geschikt voor de houtindustrie. Vanaf het agrarisch land had men constante aanvoer van wind en in de Jordaan waren voldoende (goedkope) arbeidskrachten. Aan die industrie kwam in de 19e eeuw een eind, want de stadsbebouwing stak de Singelgracht over en de inrichting van de Frederik Hendrikbuurt begon. Molens en houtbewerking verdwenen om plaats te maken voor woningen en een plantsoen. Die houtbewerking is weinig meer te vinden, op drie zaken na. Aan de Kostverlorenvaart draait nog altijd molen De Otter, ook al kwamen er af en toe voorstellen op die toch af te breken vanwege gebrek aan windkracht. De in de buurt liggende Zaagmolenstraat en de Zaagpoortbrug verwijzen ook naar de geschiedenis. Van Lieshout was binnen zijn werk(en) in die jaren wel vaker bezig met het verwerken van de industriële revolutie. 
Van Lieshout kwam met polyester (vaak gebruikt materiaal van de kunstenaar) en glasvezel met vijf beelden waarin hout de voornaamste rol speelt. Geslachtloze figuren slepen en werken met hout, waarbij de menselijke figuren overgaan in de verbeelding van hout en andersom. Twee beelden uit de groep vallen extra op; één is een vier meter hoge paal, die vooral op een herkenningspunt in het plantsoen lijkt en één die een citaat lijkt van De Denker van Auguste Rodin, een peinzend (of juist uitrustend) figuur op een bankje. De beelden worden door de bezoekers zelf gebruikt als zit- en rustbankjes; kinderen klimmen en klauteren erop.
De beeldengroep werd aangevuld met een veel groter object: de speelslinger van Carve. Op een afstand lijkt het Droombeeld van Cephas Stauthamer er niets van te moeten hebben. Dat kijkt al sinds de plaatsing in 1965 naar de Jordaan.